# Марцалеско (Новара)
Марцалеско је насеље у Италији у округу Новара, региону Пијемонт.
Према процени из 2011. у насељу је живело 291 становника. Насеље се налази на надморској висини од 284 м.